# Вариофон

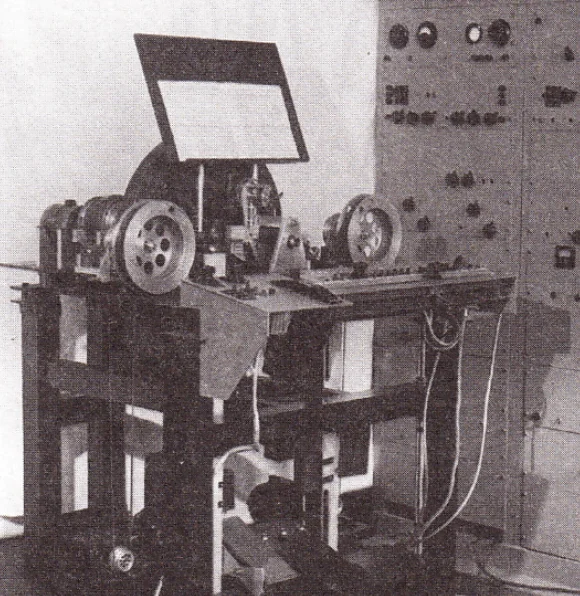
Вариофон (версия 1949 года) Фото 1950 года

Вариофо́н (от др.-греч. διάφορος «различный» + φωνή «голос», «звук») — электро-музыкальный аппарат, разработанный изобретателем и музыкантом Евгением Шолпо, музыковедом Георгием Римским-Корсаковым (правнуком композитора Николая Римского-Корсакова) и композитором Арсением Авраамовым в 1931 году в Ленинграде.

## История создания и принцип работы
Работа над вариофоном началась с анализа различных фонограмм натурального звука. Позже, Шолпо стал строить музыкальные пьесы из этих отрезков.
В 1931 году был сконструирован сам инструмент, представляющий собой кинофотоаппарат с трансмиссией или оптический синтезатор, который передавал вращение электромотора к механизму, протягивающему кинопленку к акустическому графику. Высота генерируемого тона зависела от скорости движения плёнки. Евгений Шолпо вырезал на дисках необходимые ему формы волн (тон воспроизведения которых зависел от скорости движения плёнки), эта техника получила название «рисованный звук». При демонстрации киноплёнки начинала проигрываться музыка.. Позднее Шолпо дорабатывал своё изобретение.
Музыка вариофона использовалась в утраченной звуковой версии мультфильма "Почта" Михаила Цехановского.
Оригинал инструмента был уничтожен во время бомбардировки блокадного Ленинграда, но копия вариофона оставалась долгое время в квартире Евгения Шолпо, пока его не выбросили.

## Аудиозаписи
- Вариофон — Полёт Валькирий (Р.Вагнер — Е.Шолпо)

- Вариофон — Песня Роберта (из к/ф "Дети капитана Гранта") (И. Дунаевский — Е. Шолпо)

- Вариофон — Сюита "Карбюратор" (Г. Римский-Корсаков — Е.Шолпо)